# Капитанка (Николаевская область)
Капитанка (укр. Капітанка) — село в Первомайском районе Николаевской области Украины.
Основано в 1907 году. Население по переписи 2001 года составляло 76 человек. Почтовый индекс — 56323. Телефонный код — 5135. Занимает площадь 0,551 км².

## Местный совет
56323, Николаевская обл., Врадиевский р-н, с. Гуляницкое, ул. Ленина, 80